# Toivo Heinsoo

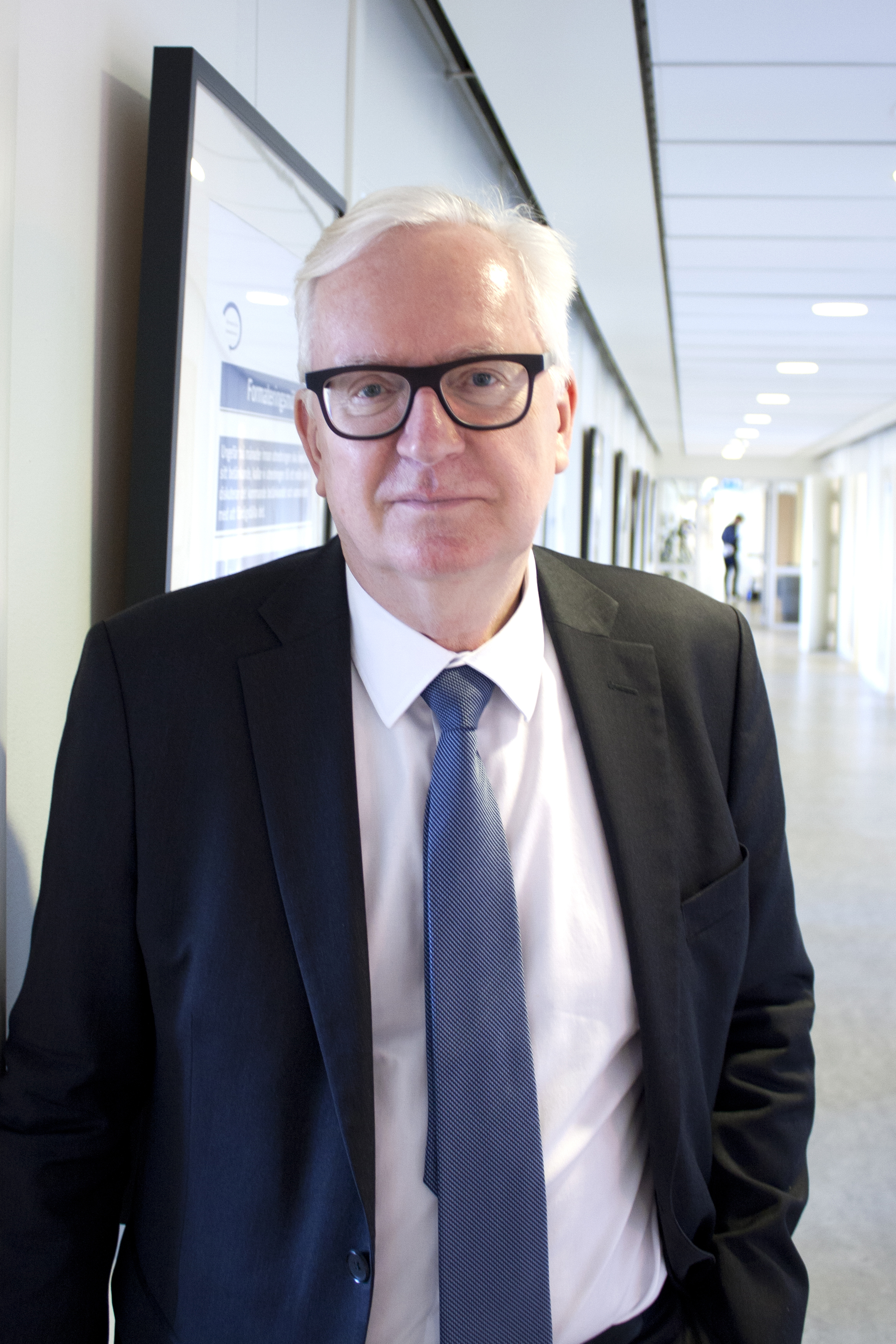
Toivo Heinsoo i Regeringskansliets lokaler på Garnisonen i Stockholm, april 2017.

Toivo Nils Heinsoo, född 8 juli 1949 i Brännkyrka församling i Stockholm, är en svensk tjänsteman inom hälso- och sjukvård, före detta landstingsdirektör och statlig utredare.
Toivo Heinsoo har examen från Stockholms universitet, och har dessutom studerat vid Harvard Business School och Dartmouth University. Han har bland annat varit landstingsdirektör i Landstinget Dalarna (1985–1992) och chef för Landstingsförbundets avdelning för hälso- och sjukvård (1992–2000).
Därefter var han bland annat verksam som expert med inriktning på högre ledarskapsutbildning vid Handelshögskolan i Stockholm och Uppsala universitet och särskild utredare i flera statliga utredningar, bland annat om vårdval i primärvården, vårdgarantin och rehabiliteringsgarantin. År 2010 anställdes han i Stockholms läns landsting, först som utvecklingsdirektör och från 2011 som landstingsdirektör.
År 2016 avgick han med pension och efterträddes av Malin Frenning I november samma år utsågs Toivo Heinsoo av regeringen att leda en statlig utredning om finansiering, subvention och prissättning av läkemedel.
Toivo Heinsoo är gift med Lena Furmark, som bland annat har varit statssekreterare hos dåvarande socialministern Göran Hägglund.